# وادي أبو مريس
وادي أبو مريس هو وادي بمحافظة المثنى بالبادية العراقية جنوب العراق، مساحته 498 كيلومتراً مربعاً وطوله 53.5 كيلومتراً. حدوده من الشمال وادي الثماد ومن الجنوب والجنوب الشرقي حوض وادي المملحة. 
البعد 35 كيلومتراً بينه وبين غرب وجنوب غرب السماوة، و8 كيلومترات بينه وبين غرب الفرات.